# Ocells marins

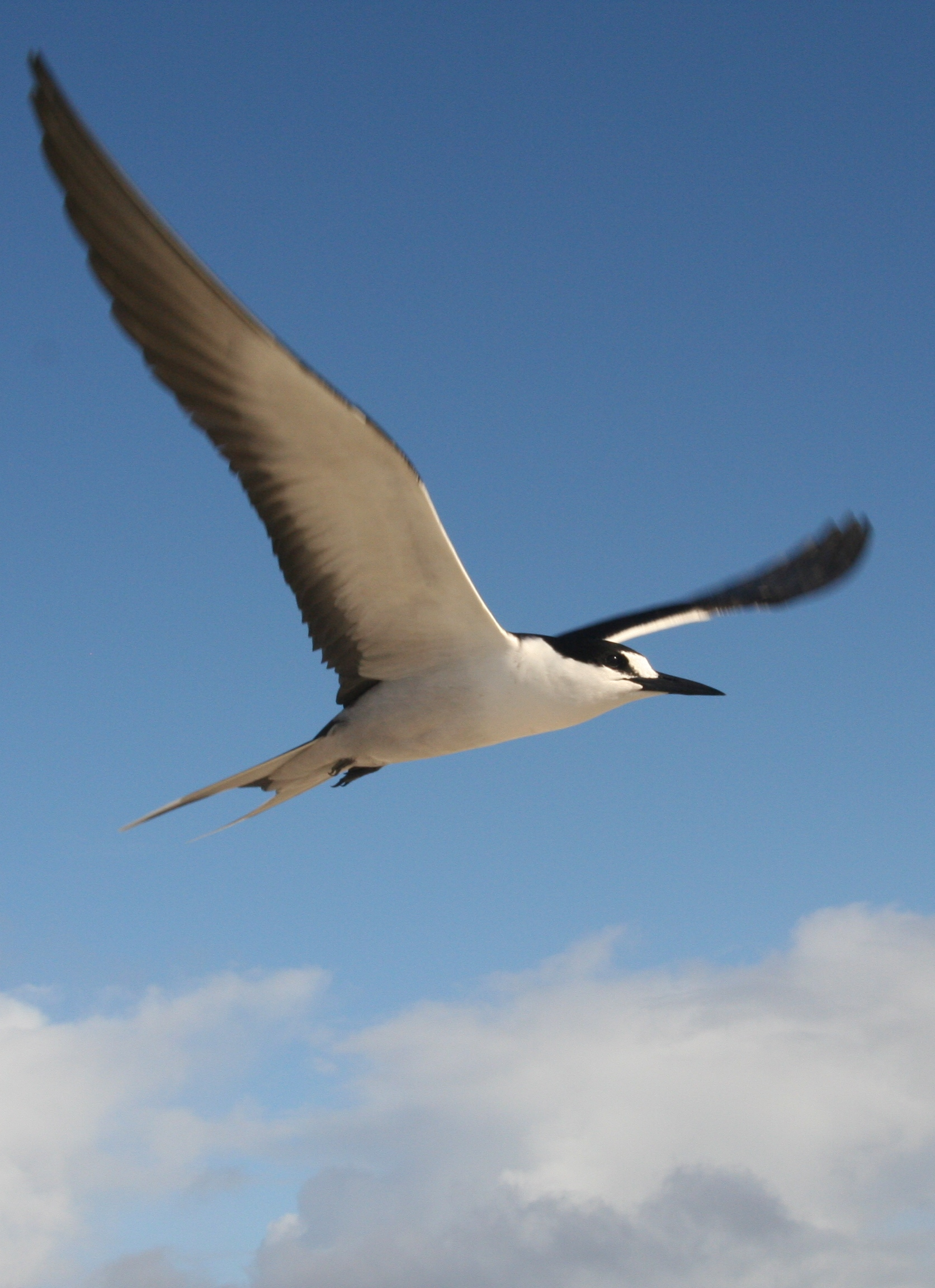
El xatrac fosc està molt adaptat a la vida pelàgica i només s'apropa a terra en època de cria

Els ocells marins són aquelles aus adaptades a la vida en el medi marí, que n'obtenen la major part de l'aliment. Aquest grup no té cap valor taxonòmic, i les diferents espècies poden pertànyer a diferents ordres, però l'adaptació a un medi similar, ha ocasionat una certa convergència evolutiva.
En general viuen més anys que altres ocells, crien a major edat i ponen menys ous, ja que inverteixen una gran quantitat de temps en la cura dels seus joves. La majoria de les espècies crien en colònies, que poden variar des d'unes dotzenes d'ocells a milions. Moltes espècies són famoses per tenir llargues migracions anuals, creuant l'equador o, en alguns casos, anant d'un extrem a l'altre de la Terra.
S'alimenten tant a la superfície de l'oceà com a dins, o fins i tot es poden alimentar uns dels altres. Els ocells marins poden ser altament pelàgics, costaners, o en alguns casos passar la major part de l'any lluny del mar.

## Relació
No hi ha una definició unívoca que ens pugui determinar quins grups, famílies i espècies es poden classificar com a ocells marins, i en general sempre hi ha alguna espècie amb una inclusió més o menys arbitrària. En paraula de dos científics d'aus marines, «una característica comuna que comparteixen tots els ocells marins és que s'alimenten a l'aigua salada, però ... alguns no ho fan». D'aquesta manera, convencionalment, s'accepten com a ocells marins els següents grups:
- Els pingüins – Ordre dels esfenisciformes (Sphenisciformes).
- Totes les famílies de l'ordre dels procel·lariformes (Procellariiformes).
- Dins l'ordre dels pelicaniformes (Pelecaniformes) les següents famílies:
  - Els pelicans – Família dels pelecànids (Pelecanidae).
  - Els mascarells – Família dels súlids (Sulidae).
  - Els corbs marins - Família dels falacrocoràcids (Phalacrocoracidae).
  - Les fregates - Família dels fregàtids (Fregatidae).
  - Els faetons - Família dels faetòntids (Phaethontidae).
- Dins l'ordre dels caradriformes (Charadriiformes) les següents famílies:
  - Els coloms antàrtics - Família dels quiònids (Chionididae).
  - Els paràsits - Família dels estercoràrids (Stercorariidae)
  - Les gavines - Família dels làrids (Laridae).
  - Els xatracs - Família dels estèrnids (Sternidae) o subfamília dels esternins (Sterninae), depenent l'autor.
  - Els becs de tisora - Família dels rincòpids (Rhynchopidae) o subfamília dels rincopins (Rynchopinae), depenent l'autor.
  - Les diferents espècies de la família dels àlcids (Alcidae).
  - Els escuraflascons - Gènere Phalaropus, dins la família dels escolopàcids (Scolopacidae).

Hi ha altres ocells amb lligams més o menys forts amb la mar. Calàbries i cabussons solen niar en llacs però passen l'hivern en el mar. També determinats ànecs són en hivern habitants del mar. Convencionalment, però, es parla d'ells com ocells aquàtics o ocells d'aiguamolls però no marins. Alguns accipítrids (Accipitridae), com ara els pigargs, estan molt relacionats amb el medi marí però es consideren rapinyaires.
Per contra, moltes gavines, corbs marins i pelicans, poden viure en llacs interiors, però són considerats ocells marins, ja que pertanyen a un grup filogenètic en què la majoria sí que ho són.
Els escuraflascons són un cas especial, ja que pertanyen a una família d'ocells limícoles, però dues de les tres espècies són pelàgiques durant nou mesos a l'any.